# Pleocoma hirticollis
Pleocoma hirticollis är en skalbaggsart som beskrevs av Ludwig Wilhelm Schaufuss 1870. Pleocoma hirticollis ingår i släktet Pleocoma och familjen Pleocomidae.

## Underarter
Arten delas in i följande underarter:
- P. h. reflexa
- P. h. vandykei